# Culoare primară

Culorile primare în modelul RGB

Culorile primare sunt un set de culori care pot fi combinate pentru a forma alte culori. Pentru vederea umană, cele trei culori primare sunt roșu, albastru, galben.